# Liga Feminina de Basquetebol
A Liga Feminina de Basquetebol é a principal divisão do basquetebol Feminino de Portugal. Desde 1954 até 1998 designava-se Campeonato Nacional da 1a Divisão. Só a partir de 1999 designou-se Liga Feminina de Basquetebol, organizada pela Federação Portuguesa de Basquetebol. O Clube Amigos Basquete (CAB Madeira) é o clube com mais campeonatos da Liga (5) e a Associacão Académica de Coimbra e o Clube Internacional Foot-Ball (CIF) são os clubes com mais campeonatos da 1a Divisão (9 respectivamente)

## Finais da Liga Feminina de Basquetebol
| Época   | Final                                   | Final                                   | Final                                   |
| Época   | Campeão                                 | Resultado                               | Finalista Vencido                       |
| ------- | --------------------------------------- | --------------------------------------- | --------------------------------------- |
| 2024–25 | SL Benfica                              | 2 - 0                                   | Esgueira Basket                         |
| 2023–24 | SL Benfica                              | 2 - 1                                   | União Sportiva                          |
| 2022–23 | GDESSA Barreiro                         | 2 - 1                                   | SL Benfica                              |
| 2021–22 | SL Benfica                              | 2 - 1                                   | União Sportiva                          |
| 2020–21 | SL Benfica                              | 2 - 1                                   | União Sportiva                          |
| 2019–20 | Cancelada devido à Pandemia de COVID-19 | Cancelada devido à Pandemia de COVID-19 | Cancelada devido à Pandemia de COVID-19 |
| 2018–19 | Olivais Coimbra                         | 2 - 0                                   | Qtª Lombos                              |
| 2017–18 | União Sportiva                          | 2 - 0                                   | Qtª Lombos                              |
| 2016–17 | GDESSA Barreiro                         | Final Four (Table)                      | CAB Madeira                             |
| 2015–16 | União Sportiva                          | Final Four (Table)                      | Qtª Lombos                              |
| 2014–15 | União Sportiva                          | Final Four (Table)                      | CAB Madeira                             |
| 2013–14 | Qtª Lombos                              | 2 - 0                                   | CAB Madeira                             |
| 2012–13 | Algés e Dafundo                         | 3 - 0                                   | Qtª Lombos                              |
| 2011–12 | Algés e Dafundo                         | 3 - 1                                   | AD Vagos                                |
| 2010–11 | Qtª Lombos                              | 3 - 1                                   | CAB Madeira                             |
| 2009–10 | AD Vagos                                | 3 - 1                                   | Olivais F.C.                            |
| 2008–09 | Olivais F.C.                            | 3 - 0                                   | AD Vagos                                |
| 2007–08 | Olivais F.C.                            | 3 - 2                                   | Algés e Dafundo                         |
| 2006–07 | G.D ESSA                                | 3 - 2                                   | CAB Madeira                             |
| 2005–06 | CAB Madeira                             | 3 - 0                                   | Algés e Dafundo                         |
| 2004–05 | CAB Madeira                             | 3 - 0                                   | Santarém B.                             |
| 2003–04 | Santarém B.                             | 3 - 2                                   | G.D ESSA                                |
| 2002–03 | CAB Madeira                             | 3 - 1                                   | Santarém B.                             |
| 2001–02 | Santarém B.                             | 3 - 1                                   | CD Póvoa                                |
| 2000–01 | CAB Madeira                             | 3 - 2                                   | U. Santarém                             |
| 1999–00 | CD Póvoa                                | 1 - 0 (55-37)                           | U. Santarém                             |
| 1998–99 | CAB Madeira                             | 1 - 0 (69-60)                           | U. Santarém                             |

## Títulos por Clube
- CAB Madeira – 5 (1998–99, 2000–01, 2002–03, 2004–05, 2005–06)
- SL Benfica – 4 (2020–21, 2021–22, 2023-24, 2024-25)
- União Sportiva – 3 (2014–15, 2015–16, 2017–18)
- GDESSA – 3 (2006–07, 2016–17, 2022-23)
- Santarém B. – 2 (2001–02, 2003–04)
- Olivais F.C. – 2 (2007–08, 2008–09)
- Algés e Dafundo – 2 (2011–12, 2012–13)
- Olivais Coimbra – 1 (2018–19)
- CD Póvoa – 1 (1999–2000)
- AD Vagos – 1 (2009–10)